# Hotel Kaiserhof (Altona)

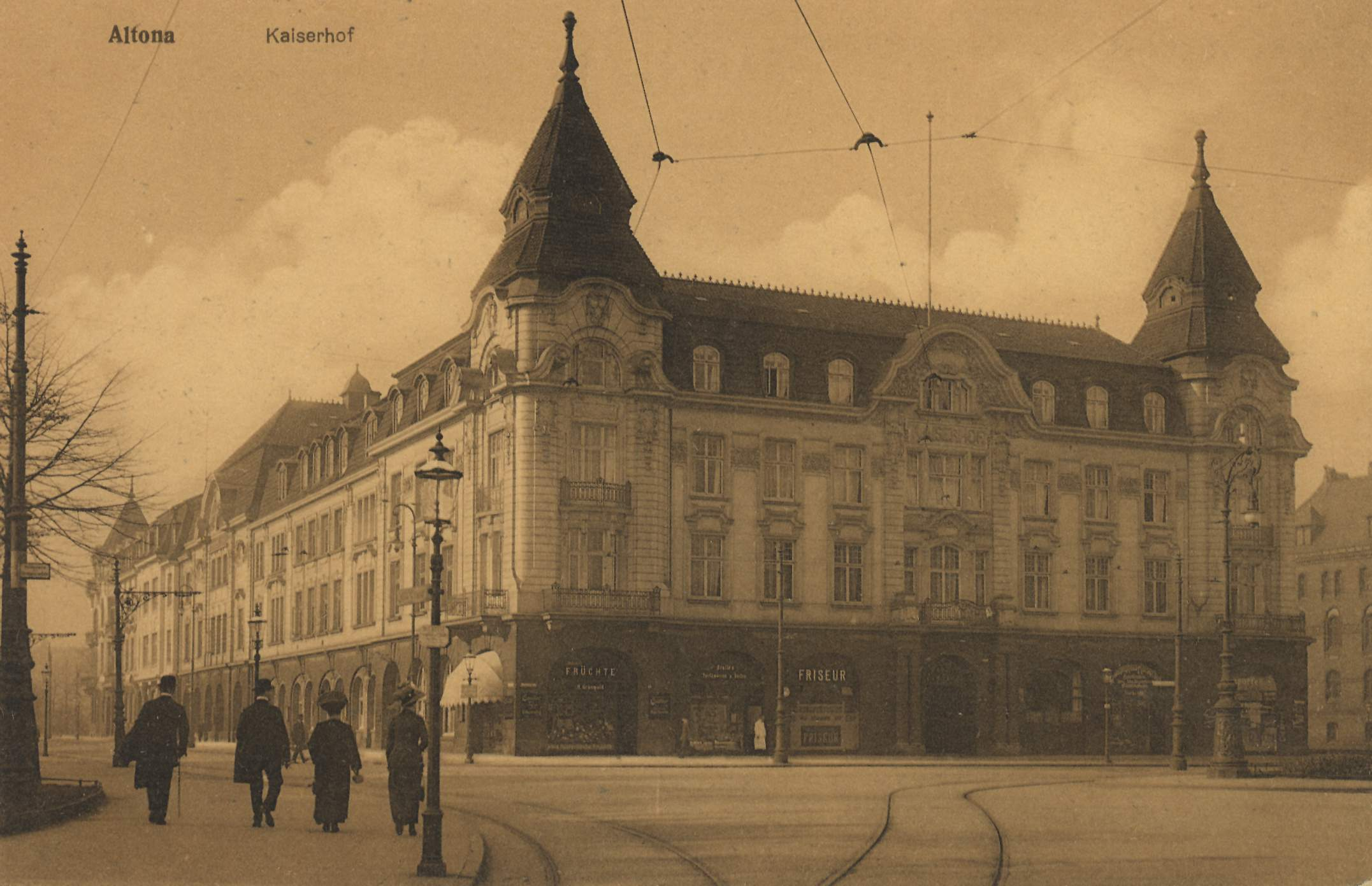
Hotel Kaiserhof in Altona

Das Hotel Kaiserhof war als Grandhotel von 1902 bis 1943 in Altona in Betrieb. Es lag direkt am Altonaer Hauptbahnhof östlich der Eisenbahndirektion und des Stuhlmannbrunnens; die Südseite des Häuserblocks war dem damaligen Kaiserplatz zugewandt.

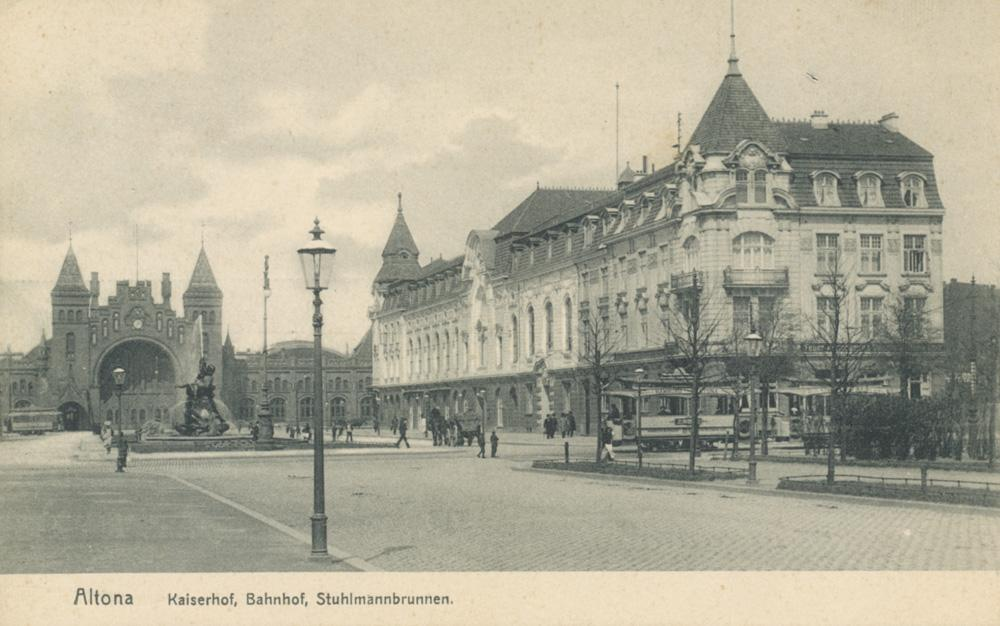
Bahnhof, Stuhlmannbrunnen und Hotel 1912

## Der Gebäudekomplex
Durch die Verlegung des Altonaer Hauptbahnhofs wurde auf dem ehemaligen Gleisfeld Platz frei. Er wurde von der Stadt Altona an die Kaiserhof AG verkauft/abgegeben, die dort mit den Architekten Lundt & Kallmorgen einen repräsentativen
Gebäudekomplex errichtete.
Der nördliche Teil beherbergte das Hotel, Restaurants und Konzerträume.
Der Südteil des Komplexes diente der Altonaer Feuerversicherung von 1830 als Bürogebäude.
Während der Operation Gomorrha wurde der Nordteil mit dem Hotel komplett zerstört. Der Büroteil blieb teilweise erhalten und wurde nach dem Krieg vereinfacht wiederaufgebaut. Seit 2009 beherbergt er Dienststellen der Bewährungs- und Gerichtshilfe.
Auf dem Gelände des ehemaligen Hotels wurde 1962/63 ein Hochhaus im Internationalen Stil der Zeit von Hentrich-Petschnigg errichtet, das lange Zeit der Deutschen Bank als Regionalniederlassung für Altona diente. Später war dort das Hamburger Versorgungsamt untergebracht. Nach seinem Auszug wurde das Hochhaus bis 2007 einschließlich der Fassade durch Winking Froh Architekten umfassend saniert und modernisiert. 2021 gewannen diese einen vom Eigentümer im Einvernehmen mit der Stadt veranstalteten Wettbewerb zur Neubebauung des Geländes östlich des Hochhauses innerhalb der „historischen Raumkanten“ des ehemaligen Kaiserhofs, auf dem seit 1963 einstöckige Bauten für Filialen der Deutschen und der Commerzbank stehen.

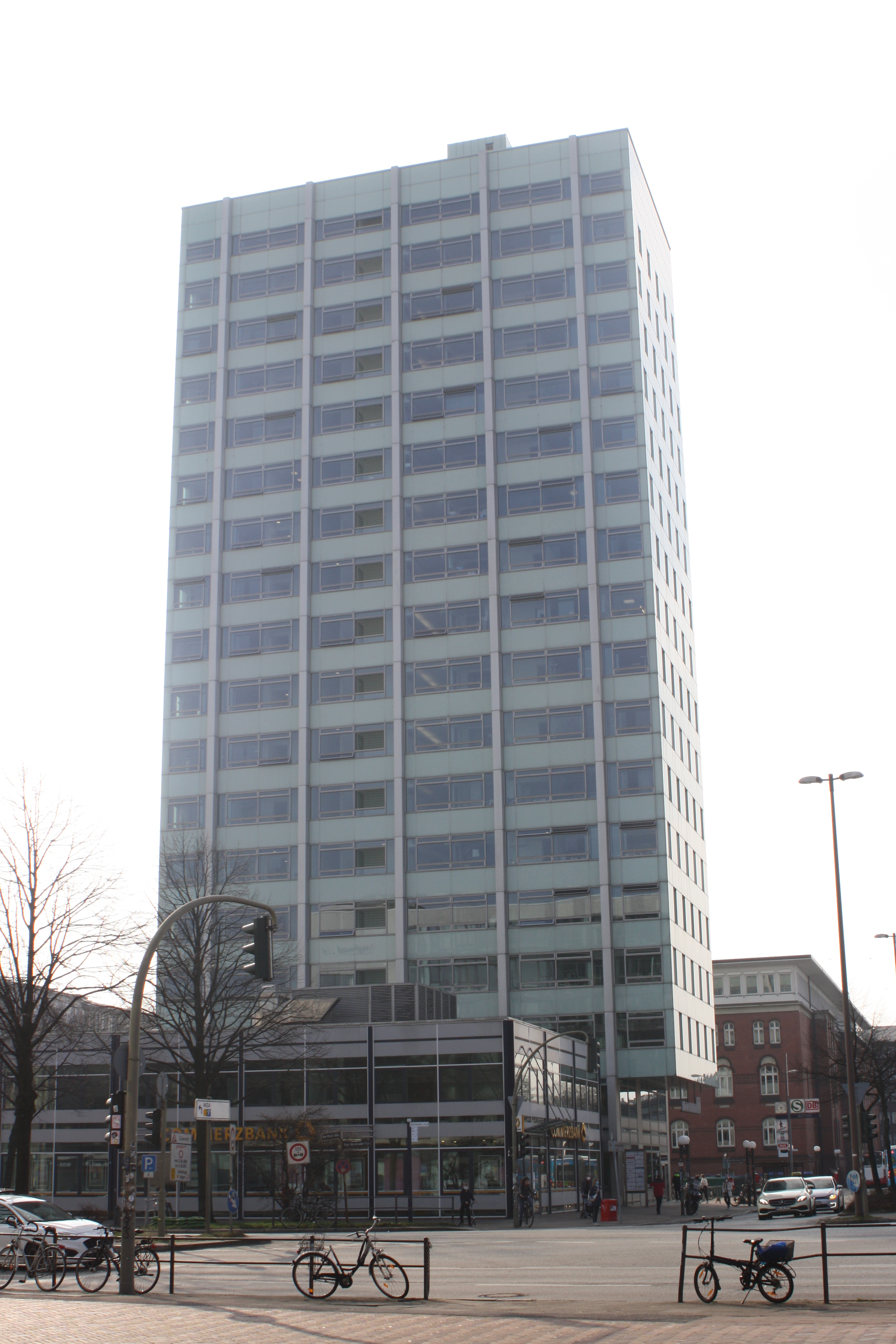
Hochhaus Kaiserhof 2021